# Ricardo Bóvio
Ricardo Bóvio de Souza (Campos dos Goytacazes, 17 gennaio 1982) è un ex calciatore brasiliano, di ruolo centrocampista.

## Carriera
È cresciuto nelle giovanili del Vasco da Gama, con cui ha giocato dal 1995 al 2003. Successivamente, ha giocato per una stagione nel campionato russo con il Černomorec Novorossijsk. Non riuscendosi ad adattarsi al clima, è rientrato in Brasile, al Santos.
Dal 2005 al 2007 torna in Europa. Gioca prima con il Málaga, poi si trasferisce al Panathīnaïkos per 1,5 milioni di euro. Nel 2007 è per un breve periodo al Cruzeiro, prima di essere acquistato dal Catania, che a dicembre 2007 dà notizia di averlo contrattualizzato per tre anni e di averlo girato in prestito al Corinthians, avendo già raggiunto il tetto massimo di tesserati extracomunitari.

## Palmarès

### Competizioni nazionali
- Campionato brasiliano: 2

Vasco da Gama: 2000
Santos: 2004

### Competizioni internazionali
- Coppa Mercosur: 1

Vasco da Gama: 2000